# Le Castelet
Le Castelet es una comuna francesa situada en el departamento de Calvados, de la región de Normandía, creada el 1 de enero de 2019.

## Geografía
Está ubicada a 10 km al sur de Caen.

## Historia
La comuna nueva fue creada el 1 de enero de 2019, con la unión de las comunas de Garcelles-Secqueville y Saint-Aignan-de-Cramesnil, pasando a estar el ayuntamiento en la antigua comuna de Saint-Aignan-de-Cramesnil.